# Maria Tuci
Maria Tuci też jako: Marie Tuçi (ur. 12 marca 1928 we wsi Ndërfushaz, k. Rrëshenu, zm. 24 października 1950 w Szkodrze) – albańska nauczycielka, postulantka w zakonie Franciszkanek, więzień sumienia, błogosławiona Kościoła katolickiego.

## Życiorys
Była córką Nikolla Marka Tuciego i Dily (z d. Fusha). Uczyła się w gimnazjum w Szkodrze, prowadzonym przez zakon Franciszkanek (Stygmatystek). W 1945 Tuci zaangażowała się w rozdawanie ulotek o treści antykomunistycznej przed pierwszymi wyborami parlamentarnymi. W 1946 Marie Tuci i jej krewna Davida Gjonmarkaj zostały skierowane przez zakon do pracy w szkole podstawowej w Gozan (Okręg Mirdita).  
Aresztowana 11 sierpnia 1949 przez funkcjonariuszy Sigurimi. Razem z nią aresztowano ponad 300 osób, w związku z prowadzonym śledztwem w sprawie zabójstwa sekretarza partii komunistycznej w okręgu Mirdita – Bardhoka Biby. Dotkliwie pobita w czasie śledztwa 22 sierpnia trafiła do szpitala w Szkodrze. Zmarła dwa miesiące później. Jej szczątki ekshumowano w latach 90. XX w. i przeniesiono do kościoła w Szkodrze, prowadzonego przez zakon Stygmatystek.
Tuci jest jedyną kobietą w gronie 38 Albańczyków, którzy 5 listopada 2016 w Szkodrze zostali ogłoszeni błogosławionymi. Beatyfikacja Albańczyków, którzy zginęli "in odium fidei" została zaaprobowana przez papieża Franciszka 26 kwietnia 2016.

## Maria Tuci w kulturze
Postaci Marii Tuci został poświęcony wiersz „Po vdes nanë, sot po vdes” autorstwa Meti Fidaniego.